# Alien Love Triangle
Alien Love Triangle é um filme inglês de comédia e ficção científica em curta metragem dirigido por Danny Boyle. Apesar de ter sido filmado em 1999, foi lançado apenas em 2008.
Foi originalmente pensado para ser parte de uma trilogia de filmes curtos de 30 minutos, que seriam mostrados juntos. No entanto, os outros dois filmes, Mimic e Impostor, transformaram-se em longas metragens e o projeto foi cancelado.
O filme teve sua estreia mundial como parte da cerimônia de encerramento do menor cinema do Reino Unido, o La Charrette, em 23 de Fevereiro de 2008, em evento organizado por Mark Kermode. Kenneth Branagh participou da projeção. A única outra sessão registrada do filme foi logo após a estreia, na temporada de Branagh no National Media Museum, novamente com o ator na plateia.[carece de fontes?]

## Sinopse
O físico Steven Chesterman finalmente realiza o seu sonho há muito acalentado de aperfeiçoar um aparelho de teletransporte e corre para casa para contar à esposa, Alice. Mas ela tem suas próprias notícias - ela é uma alienígena disfarçada de humana. Então chega Elizabeth, outra alien que tem a missão de escoltar Alice volta ao planeta Nulark.

## Elenco
- Kenneth Branagh as Steven Chesterman
- Alice Connor as Sarah
- Courteney Cox as Alice
- Heather Graham as Elizabeth

## Ligações Externas
- Alien Love Triangle. no IMDb.